# Падение дома Ашеров (фильм, 1928, Франция)
«Паде́ние до́ма А́шеров» (фр. La Chute de la maison Usher) — французский немой художественный фильм Жана Эпштейна 1928 года, экранизация одноимённого рассказа Эдгара Аллана По.

## Сюжет
Родерик Ашер, владелец родового поместья, просит своего старого друга Аллана посетить его, так как его жена Мэдилейн заболела. Когда Аллан на постоялом дворе просит отвезти его к Ашеру, то у присутствующих возникает беспокойство только от одного его имени, никто не хочет браться за это дело. Но после многочисленных просьб один из них соглашается, но отказывается приближаться к поместью, едва только увидев его.
Прибывшего в поместье Аллана принимают Ашер и доктор. Мэдилейн поражена таинственной болезнью, врач признаёт своё бессилие. Сам Родерик увлечён написанием портрета своей жены, однако по мере его создания силы покидают её, но портрет становится всё более живым.
Мэдилейн позирует ему в зале, ей становится всё хуже и в конце концов теряет сознание. Врач констатирует смерть. Уже готов гроб, крышка которого, вопреки желанию Родерика, была заколочена. Они относят её в семейный склеп на острове.
После похорон нервное напряжение Родерика заметно возрастает. Он становится сверхчувствительным, слышит загадочные звуки. В это время из склепа выходит Мэдилейн: оказывается, её похоронили заживо. Родерик впадает в состояние транса, предчувствуя её возвращение. Когда она появляется в зале в окровавленном платье, пламя из камина охватывает дом, загорается и портрет Мэдилейн. Аллан успевает выскочить из дома перед тем, как он обрушится.

## В ролях
- Жан Дебюкур — Родерик Ашер
- Маргарит Ганс — Мэдилейн Ашер
- Шарль Лами — Аллан
- Фурнес-Гоффар — доктор
- Абель Ганс — посетитель постоялого двора

## Производство
Сценарий фильма был написан Луисом Бунюэлем и Жаном Эпштейном. Этот фильм стал вторым в карьере Бунюэля, который ранее работал ассистентом Эпштейна на съёмках его фильма «Мопра» (1926). После спора с постановщиком по поводу его интерпретации рассказа По Бунюэль отказался от участия в проекте. Основным отличием является то, что в фильме Родерик и Мэдилейн являются супругами, а в оригинале — близнецами, что не позволяет использовать тему инцеста, фигурирующую в рассказе, которая не только формирует отношения между братом и сестрой Ашерами, но также служит объяснением вырождения их рода. Кинокритик и историк Трой Ховарт заявил о неясности по поводу того, сколько из идей Бунюэля в итоге было воплощено на экране.
Фильму Эпштейна предшествует пролог, которого нет в рассказе, повествующий о пути Аллана к дому Ашеров. Главную женскую роль исполнила жена Абеля Ганса (сам он также сыграл небольшую роль), Маргарит.
Работа Эпштейна была первой экранизацией рассказа, но уже в том же году на его основе выпускниками Гарварда Джеймсом Сибли Уотсоном и Мелвиллом Уэббером был снят одноимённый экспериментальный авангардный короткометражный фильм.

## Премьера
Премьера фильма состоялась 5 октября 1928 года во Франции. Лента демонстрировалась в кинотеатрах Италии, Португалии, Венгрии, Польши, Финляндии, США, Бразилии и Аргентины. В Японии премьера состоялась 4 июля 1929 года.

## Критический приём
Filmmuseum Potsdam писал: «Жан Эпштейн и Луис Бунюэль, два величайших художника-авангардиста, работали над первой экранизацией классической истории Эдгара Аллана По. Литературный стиль был удачно перенесён посредством киноязыка: замедленная съёмка, затухание, сюрреалистические композиции изображений вносят свой вклад в иррациональную эстетику данной работы без полного отказа от логики повествования».
Как отмечал критик Петер Элленбрух, «цель фильма <…> с его композициями — создать жуткое настроение в зале, раскрыть странные отношения между людьми и передать ощущение того, что жуткая, невидимая, но всегда присутствующая сила витает над всем, что попало на экраны».
Stummfilm-Rezensionen писали, что «невероятная атмосфера, окутывающая поместье Ашеров, запечатлена оператором Жоржем Люка в гармоничных образах, навевающих страх: высокие деревья без листьев, серые облака и клубы тумана, болото. Это мрачное настроение сохраняется и во впечатляюще высоком, большом зале, где и происходит основная часть фильма. В длинных планах главные герои выглядят очень маленькими и в чём-то „незащищёнными“, а книги, падающие с полок, и опадающие листья символизируют собой упадок и разложение».
В своих ретроспективных обзорах критик Трой Ховарт прокомментировал, что фильм был «одним из самых известных экспериментальных немых фильмов», отметив, что «быстрый монтаж, фетишистские крупные планы и общая атмосфера сна приближают этот фильм как ничто другое к области кинопоэзии». Также он пришёл к выводу, что этот фильм был «самым значительным вкладом Эпштейна в кинематограф».
Критик Роджер Эберт включил его в свой список «Великих фильмов» (англ. Great Movies).